# Filippinerna i olympiska sommarspelen 1996
Filippinerna deltog i de olympiska sommarspelen 1996 med en trupp bestående av 12 deltagare, och det blev en silvermedalj.

## Badminton
Amparo "Weena" Lim blev landets första badmintonspelare att kvalificera sig till sporten i OS. Hon förlorade första matchen med 11-6, 11-6 mot Katarzyna Krasowska från Polen.

## Boxning
Lätt flugvikt
- Mansueto Velasco → Silver
  1. Omgång 1 — Besegrade Chih-Hsiu Tsai (Taiwan), domaren stoppade matchen (02:27)
  2. Omgång 2 — Besegrade Yosvani Aguilera (Kuba), 14-5
  3. Kvartsfinal — Besegrade Hamid Berhili (Marocko), 20-10
  4. Semifinal — Besegrade Rafael Lozano (Spanien), 22-10
  5. Final — Förlorade mot Daniel Petrov (Bulgarien), 6-19

Flugvikt
- Elias Recaido
  1. Omgång 1 — Besegrade Arson Mapfumo (Zimbabwe), 13-2
  2. Omgång 2 — Besegrade Igor Samoilenco (Moldavien), 12-8
  3. Kvartsfinal — Förlorade mot Maikro Romero (Kuba), 3-18

Bantamvikt
- Virgilio Vicera
  1. Omgång 1 — Förlorade mot Ki-Woong Bae (Sydkorea) på poäng (4-8)

Lättvikt
- Romeo Brin
  1. Omgång 1 — Förlorade mot Julio Gonzalez Valladares (Kuba), 13-24

Lätt weltervikt
- Reynaldo Galido
  1. Omgång 1 — Förlorade mot Oktay Urkal (Tyskland), 2-19

## Friidrott
Herrarnas maraton
- Roy Vence — 2:37,10 (→ 100:e plats)

Damernas längdhopp
- Elma Muros
  - Kval — 6,04m (→ gick inte vidare)

## Ridsport
Individuell hoppning
- Denise Cojuangco